# Sceloporus jarrovii
Sceloporus jarrovii este o specie de șopârle din genul Sceloporus, familia Phrynosomatidae, descrisă de Cope 1875.

## Subspecii
Această specie cuprinde următoarele subspecii:
- S. j. jarrovii
- S. j. cyanostictus
- S. j. sugillatus